# ESPN 4 (Brasil)
ESPN 4 es un canal de televisión por suscripción brasileño enfocado en eventos deportivos. Fue lanzado el 17 de enero de 2022, como reemplazo de Fox Sports en Brasil.
La sede del canal se encuentra en la ciudad de São Paulo, Brasil. 
Debido a la venta de 21st Century Fox a The Walt Disney Company en 2019, Disney excluyó las operaciones de Fox Sports de sus planes para adquirir Fox Networks Group Latin America para, así, obtener la aprobación de compra de los entes antimonopolio de los gobiernos de México y Brasil. En México, fue vendido al Grupo Multimedia Lauman. El 6 de mayo de 2020, el regulador antimonopolio de Brasil, CADE, anunció que Fox Sports y ESPN Brasil se fusionarían con el canal, debido a los derechos de transmisión del canal y la abstracción en el país. En el resto de los países, Disney mantuvo la propiedad de los canales y decidió que a partir del 17 de enero de 2022, Fox Sports fue reemplazado por ESPN 4 en Brasil.